# خشایار اعتمادی
خشایار اعتمادی (متولد ۱۱ فروردین ۱۳۵۰) خوانندهٔ ایرانی است. خوانندهٔ نخستین آلبوم موسیقی پاپ بعد از انقلاب در ایران است.

## زندگی
او در ۱۱ فروردین سال ۱۳۵۰ در تهران متولد شد. در ۴ سالگی کار با ملودیکا و در ۵ سالگی کار با آکاردئون را آموخته است. اعتمادی در سن ۶ سالگی خوانندگی را شروع کرده و در ۱۳ سالگی شروع به یادگیری و نواختن پیانو کرده است. خشایار اعتمادی، فعالیت در عرصه موسیقی را از پانزده سالگی شروع کرد. از سال ۷۴ با از پنهان حافظ وارد دنیای موسیقی شد و با خواندن ترانه «بارون» با شعری از احمد شاملو به شهرت رسید. اعتمادی تاکنون اجراهای زیادی داشته و در سه جشنواره شرکت کرده که از جمله آن‌ها می‌توان به جشنواره پاپ و دو جشنواره بین‌المللی در ایران و جشنواره بین‌المللی موسیقی مسلمانان سارایوو W.O.M.F اشاره کرد. او دانش‌آموخته رشته اقتصاد بازرگانی است.

## خداحافظی از خوانندگی
خشایار اعتمادی در پاییز سال ۱۳۹۸ با انتشار یادداشتی به صورت رسمی از خوانندگی خداحافظی کرد.
او در بخشی از این یادداشت نوشت:
تصمیم من به کناره‌گیری از عرصه موسیقی، ایده‌ای بود که از مدت‌ها پیش به ذهنم خطور کرده بود. علت آن هم کاملاً مشخص بود. من ۲۷ سال پیش با یک ذهنیت و تصور به دنیای حرفه‌ای موسیقی وارد شدم. دنبال یک رابطه عمیق با فرهنگ بودم نه کاسبی کردن. اما متأسفانه در شرایط امروز جامعه ما، فرهنگ‌سازی و اندیشه‌سازی وضعیت نامناسبی پیدا کرده است. آن هم به این دلیل که رسانه منصفی وجود ندارد؛ بهتراست بگوییم رسانه‌ها در اختیار یک عده خاص قرار گرفته‌اند که تعدادشان هم کم نیست. مطمئن باشید برخی از دوستان خواننده با حمایت همین رسانه‌ها توانسته‌اند به جایگاه فعلی‌شان برسند.